# ATP Challenger Tour Finals
O ATP Challenger Tour Finals foi um torneio de tênis jogado nos finais das temporadas entre 2011 e 2015, envolvendo os sete jogadores com melhores desempenhos nos torneios da série ATP Challenger Tour, somado ao jogador convidado pelo país organizador do evento.
Como acontece no ATP Finals, o ATP Challenger Tour Finals era formado por uma primeira fase, onde os oito jogadores são divididos em dois grupos de quatro jogadores cada, num formato chamado de Round Robin. Dentro do grupo, cada jogador realizava três partidas. Os dois melhores de cada grupo faziam as semifinais. Os vencedores das semifinais decidiam o título de campeão da competição.

## Sédes
| Cidade    | Ano       | Superfície       | Local                       |
| --------- | --------- | ---------------- | --------------------------- |
| São Paulo | 2011–2012 | Rápido (coberto) | Ginásio do Ibirapuera       |
| São Paulo | 2013      | Saibro           | Sociedade Harmonia de Tênis |
| São Paulo | 2014–2015 | Saibro (coberto) | Esporte Clube Pinheiros     |

## Finalistas
| Cidade            | Superfície       | Ano  | Campeão             | Vice-Campeão            | Placar                  |
| ----------------- | ---------------- | ---- | ------------------- | ----------------------- | ----------------------- |
| São Paulo, Brasil | Saibro (coberto) | 2015 | Íñigo Cervantes     | Daniel Muñoz de la Nava | 6–2, 3–6, 7–6(7–4)      |
| São Paulo, Brasil | Saibro (coberto) | 2014 | Diego Schwartzman   | Guilherme Clezar        | 6–2, 6–3                |
| São Paulo, Brasil | Saibro           | 2013 | Filippo Volandri    | Alejandro González      | 4–6, 6–4, 6–2           |
| São Paulo, Brasil | Rápido (coberto) | 2012 | Guido Pella         | Adrian Ungur            | 6–3, 6–7(4–7), 7–6(7–4) |
| São Paulo, Brasil | Rápido (coberto) | 2011 | Cedrik-Marcel Stebe | Dudi Sela               | 6–2, 6–4                |